# Pyrus nutans
Pyrus nutans är en rosväxtart som beskrevs av Rubtzov. Pyrus nutans ingår i släktet päronsläktet, och familjen rosväxter. Inga underarter finns listade i Catalogue of Life.